# Dörarps kyrka

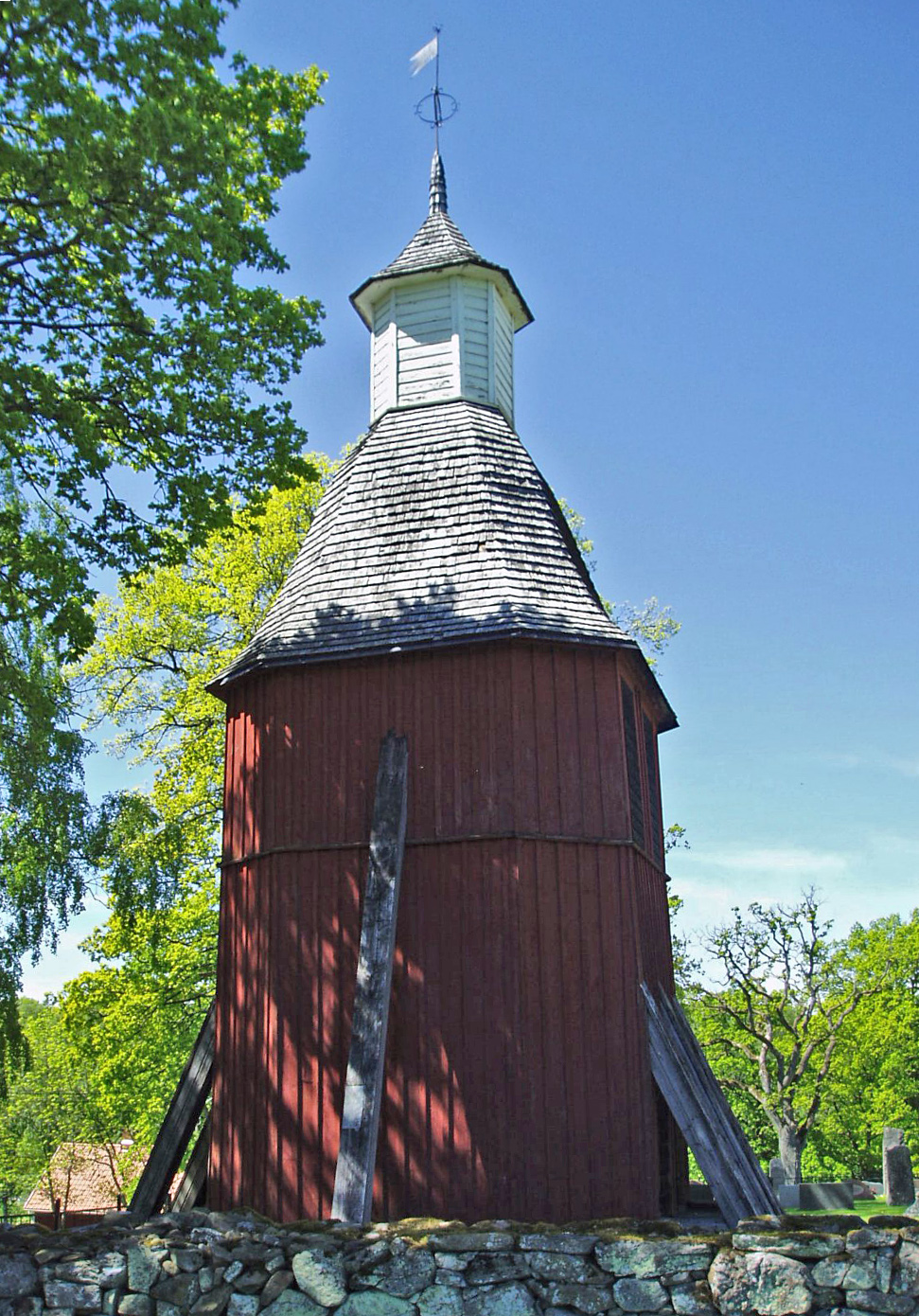
Klockstapel till Dörarps kyrka

Dörarps kyrka är en kyrkobyggnad i Växjö stift som tillhör Dörarps församling i Dörarp.

## Kyrkobyggnaden
Kyrkan uppfördes troligen på 1200-talet och har genomgått få förändringar sedan dess. Under 1600-talet byggdes nuvarande sakristia av trä vid nordöstra sidan, medan ett vapenhus av trä uppfördes 1683 vid sydvästra sidan. 1807 lät man riva väggen mellan långhus och koret. 1820 fick långhuset och koret ett gemensamt yttertak. 1827 flyttades vapenhuset från sydsidan till nuvarande ingång i väster.
Interiören är av salkyrkotyp. Det plana innertaket målades 1767.Vid samma tid tillkom väggarnas draperimålningar. Vid en renovering 1932 togs korfönstret och väggmålningarna från 1500-talet fram dessutom tillkom ny bänkinredning med bibehållna gamla dörrar.

## Inventarier
- Dopfunten är från 1200-talet  och lär tidigare ha tillhört Hallsjö kyrka som numera är ruin. Funten är försedd med fabeldjursdekor och anses höra till  Bestiariusgruppen.
- Ett krucifix från 1200-talet i korfönstrets nisch utgör altarprydnad.
- Altarring med svarvade balusterdockor.
- Predikstolen med ljudtak i  renässans från 1641 är försedd med träsniderier och står vid södra väggen.
- Vid norra väggen finns en  madonnabild daterad till 1300-talet.
- Sluten bänkinredning.

## Orgel
- 1875 byggde Carl Elfström, Ljungby en orgel med sex stämmor.
- 1932 ersattes Elfströms orgel av en ny, byggd av M J & H. Lindegrens Orgelbyggeri, Göteborg. Orgeln är pneumatisk och har fasta kombinationer samt automatisk pedalväxling.[1]

| Manual I      | Manual II      | Pedal      | Koppel    |
| Principal 8´  | Rörflöjt 8´    | Subbas 16´ | I/P       |
| Flöjt 8´      | Gemshorn 4´    |            | II/P      |
| Oktava 4´     | Valtflöjt 2´   |            | II/I      |
| Mixtur 3 chor | Larigot 1 1/3' |            | I 4'/I    |
|               |                |            | II 16'/II |

## Omgivning
- Söder om kyrkan står en klockstapel med klockformad huv. Stapeln uppfördes 1817 och var från början en öppen konstruktion, men 1917 kläddes den in med träpanel. I stapeln hänger två klockor. Storklockan göts om och förbättrades 1703, medan lillklockan, gjuten 1577, är krigsbyte från Ryssland.
- Fyra kilometer söder om kyrkan ligger Hallsjö kyrkoruin.